# دوغ بيري (لاعب هوكي جليد)
دوغ بيري هو لاعب هوكي جليد كندي، ولد في 3 يونيو 1957 في نيو ويستمينيستر في كندا.

## وصلات خارجية
- دوغ بيري على موقع دوري الهوكي الوطني (الإنجليزية)
- دوغ بيري على موقع قاعة مشاهير الهوكي (لاعب أن.إتش.أل) (الإنجليزية)
- دوغ بيري على موقع EliteProspects.com (الإنجليزية)
- دوغ بيري على موقع Eurohockey.com (الإنجليزية)
- دوغ بيري على موقع HockeyDB.com (الإنجليزية)
- دوغ بيري على موقع Hockey-Reference.com (الإنجليزية)